# بوبي ديكسون (لاعب كرة قدم)
بوبي ديكسون (بالإنجليزية: Bobby Dickson)‏ هو لاعب كرة قدم بريطاني، ولد في 17 مايو 1955 في غلاسكو في المملكة المتحدة. لعب مع كوين أوف ساوث ونادي ستنهاوسموير.